# K-157 Vepr
El K-157 Vepr es un submarino de la clase Akula de la Armada rusa.

## Diseño
El Proyecto 971 tiene un diseño de doble casco. El cuerpo robusto está fabricado en acero aleado de alta calidad con σт = 1 GPa (10.000 kgf/cm²). Para simplificar la instalación del equipo, el barco se diseñó utilizando bloques zonales, lo que hizo posible transferir una cantidad significativa de trabajo desde las condiciones de hacinamiento de los compartimentos del submarino directamente al taller. Una vez finalizada la instalación, la unidad zonal se "enrolla" en el casco del barco y se conecta a los cables y tuberías principales de los sistemas del barco. Se utiliza un sistema de amortiguación de dos etapas: todos los mecanismos se colocan sobre cimientos amortiguados, además, cada unidad de zona está aislada del cuerpo por amortiguadores neumáticos de cuerda de goma. Además de reducir el nivel general de ruido de los submarinos nucleares, dicho esquema puede reducir el impacto de las explosiones submarinas en el equipo y la tripulación. El barco tiene una unidad de cola vertical desarrollada con una bola aerodinámica, en la que se encuentra la antena remolcada. También en el submarino hay dos propulsores reclinables y timones horizontales de proa retráctiles con flaps. Una característica del proyecto es la conexión acoplada sin problemas de la unidad de cola al casco. Esto se hace para reducir los remolinos hidrodinámicos que generan ruido.
El suministro de energía se lleva a cabo mediante una central nuclear. El barco líder, K-284 Akula, estaba equipado con un reactor nuclear refrigerado por agua a presión OK-650M.01. En pedidos posteriores, la AEU tiene mejoras menores. Algunas fuentes informan que los barcos posteriores están equipados con reactores OK-9VM. La potencia térmica del reactor es de 190 MW, la potencia del eje es de 50.000 litros. con. Dos motores eléctricos auxiliares en las columnas exteriores articuladas tienen una capacidad de 410 hp. con un generador diesel ASDG-1000.

## Construcción
Fue botado el 10 de diciembre de 1994, comisionado el 25 de noviembre de 1995 y con puerto base en Gadzhievo. El Vepr está armado con cuatro tubos de torpedos de 533 mm que pueden usar torpedos Tipo 53, RPK-6 o RPK-2. Misiles: armamento de tipo antiguo y tipo Kalibr, minas navales y cuatro tubos de torpedos de 650 mm que pueden usar torpedos Tipo 65 o el misil RPK-7.

## Historial operativo

### Incidente de 1998
Poco antes de la medianoche del 10 de septiembre de 1998, el Vepr estaba en el puerto de Severomorsk con la tripulación de su buque hermano K-461 Volk a bordo.
Alexander Kuzminykh, un marinero de 19 años que estaba detenido por cargos de castigo, salió de su alojamiento, mató a su guardia apuñalándolo con un cincel, luego tomó su rifle de asalto AKS-74U y mató a tiros a cinco marineros más. Luego tomó dos rehenes, a quienes luego mató.
Se atrincheró en la sala de torpedos y durante 20 horas amenazó repetidamente con prender fuego para detonar los torpedos. Si bien el Vepr no tenía armas nucleares y su reactor estaba apagado, la detonación de sus torpedos mientras estaba amarrada en el muelle habría roto su reactor, creando lo que el director regional del Servicio Federal de Seguridad (FSB, por sus siglas en inglés), Vladimir Prikhodko, describió como "una catástrofe nuclear... un segundo Chernóbil".
Los intentos de persuadirlo para que se rindiera fracasaron. La madre de Kuzminykh fue trasladada en avión a la base naval, pero no pudo persuadir a su hijo para que se entregara. La situación permaneció estancada hasta la madrugada del 12 de septiembre, cuando una unidad especial de comando antiterrorista del Servicio de Seguridad Federal de Rusia (FSB) irrumpió en la sala de torpedos. Los primeros informes indicaron que había sido asesinado por el FSB, pero informes posteriores indicaron que se suicidó. Los oficiales del FSB lamentaron que "no había forma de preservar la vida de Alexander Kuzminykh".
Kuzminykh fue declarado apto cuando fue reclutado en una oficina de alistamiento de San Petersburgo, a pesar de que había sufrido un trastorno mental y había estado inhalando sustancias intoxicantes. Cuando Kuzminykh se ofreció como voluntario para el servicio de submarinos, pasó pruebas médicas y psiquiátricas adicionales con altas calificaciones.

### Reforma
El submarino fue el primero de las clases Akula (Proyecto 971 y 971U) en ser renovado. Todos ellos estarán equipados para portar misiles tipo Kalibr. El Vepr se reincorporó a la Flota del Norte en marzo de 2020. Se espera que permanezca en servicio durante otros 25 a 30 años. En julio de 2022, el submarino fue monitoreado en la superficie por las fuerzas navales de la OTAN mientras transitaba de la Flota del Norte al mar Báltico en compañía del submarino de la clase Yasen Severodvinsk.